# Spartan (videogioco)
Spartan è un videogioco di strategia a turni con alcune piccole componenti di tattica in tempo reale (del tutto in 2D ma anche in 3D) ambientato durante le guerre classiche dell'età del ferro in Grecia e Asia Minore, in cui si controlla una popolazione migliorandone le città e le truppe; il gioco è stato sviluppato dalla Slitherine Software Uk Ltd e distribuito nell'anno 2004 tramite la Strategy First.
Questo titolo ha un'espansione indipendente (ossia non richiede il gioco originale Spartan) chiamata Gates of Troy, distribuita nell'anno 2005 e creata anch'essa dalla stessa casa di sviluppo. Gioco base ed espansione sono usciti nel 2022 sotto la piattaforma digitale Steam.
Il videogioco è in pratica il seguito di Chariots of War uscito nell'anno 2003 e creato anch'esso dalla stessa casa di sviluppo.

## Modalità di gioco
Il gioco presenta tre scenari tutorial per imparare le nozioni di base del gioco, e varie campagne per il gioco in singolo ambientate su mappe che rappresentano territori di piccola o grande estensione, e contenenti fazioni relative a dieci popoli: Dori, Eoli, pirati Illiri, Ioni, Macedoni, Orientali, Persiani, Romani, Spartani e Tribali. È anche presente il gioco in gruppo in due su LAN o su Internet (con modem) utilizzando applicazioni e siti per il gioco "on-line".

### Novità rispetto aChariots of War
- Gemme, stagno e incenso sono stati rimossi e sostituiti da ferro, marmo e argento (quest'ultimo sostituisce l'oro come materiale di scambio nella schermata del commercio).
- Vengono introdotti eventi storici, che apportano malus o bonus a una o più fazioni.
- La diplomazia è stata migliorata: non più limitati a semplici presenze in territori altrui, i diplomatici ora potranno anche richiedere scambi commerciali, discutere, sabotare le truppe o le risorse nemiche o rivelare la presenza di eserciti avversari. Tali abilità miglioreranno tramite un apposito edificio nella capitale.
- Oltre alle orde barbariche sulla terra, saranno presenti anche i pirati dal mare.
- La gestione in tempo reale dei combattimenti è stata migliorata: non solo si potrà cambiare dal 2D al 3D dal menù principale, ma si potrà anche accelerare o mettere in pausa lo scontro, riunire le truppe o ritirare l'intera armata dal combattimento.
- Il massimo degli eserciti è salito da 8 a 16 unità.
- Una volta costruito un apposito edificio si potranno anche reclutare generali, relativi al gruppo etnico di appartenenza della fazione del giocatore.
- Non tutte le città potranno migliorare al livello massimo: tale limite di livello dipende dal numero situato sull'icona di mattoni quando si trova all'interno della città, e non è quindi detto che tutte le città potranno diventare metropoli (per esempio, la capitale potrà raggiungere il livello 8 al massimo, ma molte città sulla mappa possono essere migliorate fino ai livelli 3 o 4, in base al numero sull'icona dei mattoni, una delle risorse del gioco). Inoltre, come in Chariots of War, il numero indicato sull'icona della risorsa indica il limite massimo di livello della struttura che produce tale risorsa (per esempio, se il numero sovrapposto all'icona del cibo è 4, e il numero su quella del rame è 5, sarà possibile costruire al massimo una fattoria di livello 4 e una miniera di rame di livello 5).
- Adesso è possibile ricercare delle tecnologie vere e proprie, 7 per ognuna delle 9 risorse del gioco, per un totale di 63 tecnologie. Queste richiedono punti ricerca che si producono dalle università e aggiornamenti (edifici che non servono più solo a migliorare la produzione delle risorse nell'insediamento), e permettono di sbloccare nuove strutture e/o migliorie a quelle esistenti.
- Sebbene nella schermata di selezione della campagna non sia più possibile impostare la propria civiltà, è disponibile un pulsante che randomizza tutte le culture delle fazioni presenti nella campagna, inclusa la fazione selezionata dal giocatore. Un modo ideale per giocare nei panni dei Romani e dei Persiani (il primo gruppo culturale già presente in Legion Gold, ma migliorato, il secondo nuovo anch'esso come Macedoni e Illirici).
- Ogni volta che il giocatore si scontra con un'armata nemica, si potrà adesso vedere il numero degli uomini e la loro forza militare, e si potrà decidere se guidare personalmente gli uomini in battaglia oppure fare una risoluzione automatica.
- Anche le battaglie navali saranno presenti, ma si giocheranno solo sulla mappa strategica e si baseranno solo sulla forza dell'armata.
- Una decina di campagne storiche e di conquista, più alcune aggiuntive nell'espansione Gates of Troy.
- Stavolta il commercio è limitato: quanti più mercati si possiedono, tanti più beni sarà possibile vendere e acquistare nella schermata di commercio.
- Se si punta il cursore sull'icona di una qualsiasi risorsa, si potrà vedere sulla minimappa dei punti bianchi, ovvero le città che la producono.
- Ora è anche presente una Pedia che descrive tutte le tecnologie che sbloccano i vari edifici e le unità ad essi correlati.
- Le città potranno anche essere fortificate in 3 livelli di muraglia, anche dotate con il fuoco greco (gli Spartani però non possono farlo, dato che secondo loro i soldati sono più che sufficienti come protezione delle loro città).

### Gruppi culturali
- Greci Dori: alcuni credono che i Dori siano un gruppo intrusivo che rimpiazzarono gli Achei poco dopo la Guerra di Troia, soprattutto nel Peloponneso. Tradizionalmente, i Dori erano più risoluti e bellicosi degli altri gruppi, il che è dimostrato negli scontri tra Sparta, di etnia doria, e Atene, di stirpe ionica, nel V secolo a.C. I Dori si trovano principalmente nel Peloponneso e nelle Cicladi del Sud, e sono equilibrati a tutto tondo con schermagliatori e cavalleria decenti, ma la loro forza principale si trova nella fanteria.
- Greci Ioni: gli Ioni si consideravano gli abitanti originali della madrepatria greca, con a capo Atene, che si riteneva, e forse a ragione, la città madre di tutti gli Ioni. L'Asia Minore Occidentale fu colonizzata dagli stessi Ioni, che guidarono il "Rinascimento" culturale nel VI secolo a.C.. Tradizionalmente, erano raffigurati come più intellettuali e acculturati degli altri Greci. Le loro città erano soprattutto costiere, e dunque erano considerati anche ottimi marinai. Sono più concentrati su questioni navali più di ogni altra nazione greca, ma hanno accesso limitato alla cavalleria. La loro forza si trova nella fanteria, forza doppia se sono marinai in mare.
- Greci Eoli: il cuore degli Eoli erano i Tessali e i Beoti, sebbene si trovassero anche in parte della Grecia occidentale e del Peloponneso. Sia la Beozia che la Tessaglia erano famose per i loro guerrieri a cavallo, anche rispetto agli altri Eoli. I Boeoti erano gli archetipici "zotici di campagna" della Grecia, lenti a parlare e con un tono da campagna. A conti fatti consideriamo gli Eoli come tra i migliori cavalieri di altre nazioni greche, con una conseguente miglior cavalleria, ma sono più deboli nella fanteria.
- Greci Macedoni: le aree che raggruppate come "macedoni" sono state selezionate principalmente a causa del loro approccio militare e dello stile di combattimento delle loro unità, non ultime le famose falangi. Si sa che gli Epiroti e gli stati nord-occidentali parlavano un dialetto greco, ma non si è ancora certi se il "macedone" fosse un dialetto greco o una lingua a sé stante; più che altro, sarebbe un dialetto tra l'eolico e il nord-ovest greco. I macedoni usavano un'arma chiamata sarissa, molto più lunga delle lance normali, e usufruivano di opliti migliori di quelli che altre nazioni greche possono reclutare. Fanno affidamento su falangiti e argiraspidi, e possiedono anche la potente Cavalleria dei Compagni, che li rende una forza da temere.
- Greci Spartani: gli Spartani Lacedemoni appartenevano invero dal gruppo etnico dei Dori, ma dato che la loro cultura divergeva non poco da loro (sebbene fossero paralleli ai Cretesi) e svilupparono una società militaristica unica, vanno trattati come un gruppo separato. Gli Spartani, caratterizzati dai capelli lunghi, erano noti per essere bruschi nei discorsi, coraggiosi e costanti in battaglia. Hanno accesso a un buon livello di schermagliatori ma anche a un basso livello di cavalleria. La loro forza principale risiede nella fanteria, soprattutto negli Spartiati, loro forza d'élite. Non possono, inoltre, costruire mura cittadine.
- Tribali: di solito, questo gruppo etnico copre i Traci, più altre nazioni tribali del nord insieme ad alcune tribù primitive greche. Le loro caratteristiche principali erano una società più tribale che urbanizzata, dove si accettavano le abilità individuali, più che l'organizzazione marziale. Questi stati erano capaci di formare occasionalmente potenti confederazioni capaci di minacciare le società più civilizzate. Erano però spesso divisi, e molti finirono per essere assorbiti da stati urbani, meglio organizzati e più tecnologicamente avanzati. Sebbene abbiano meno opzioni in termini di truppe, è più facile per loro reclutare truppe d'élite. Hanno buoni schermagliatori e buona cavalleria, oltre che ad alcune potenti unità militari, ma soffrono di mancanza di armi anti-cavalleria. Le nazioni tribali non possono sviluppare le loro città tanto quanto quelle di nazioni civilizzate, anche perché non possono costruire parte delle strutture più avanzate.
- Illirici / Pirati: gli Illirici erano un gruppo di tribù vasto ma diviso nel nord-ovest. Le loro tribù costiere erano famigerati pirati, mentre nell'entroterra erano prolifici predoni. I cretesi ricadono in questo gruppo in quanto, sebbene tecnicamente fossero Greci Dorici, i loro sistemi sociali differivano in qualche modo con gli altri Dori (con alcune somiglianze con Sparta). Durante il IV e V secolo la pirateria fu un problema sporadico nella regione, controllato solo dagli Ateniesi e successivamente dalle flotte dei Successori Diadochi e da Rodi. Nel III secolo, la Lega Etolica approvò un sistema di corsari, e quando, nel 168 a.C., Roma assimilò Rodi, il problema si intensificò gravemente. I successivi sfruttamenti di Roma portarono ad un marcato aumento della pirateria, poiché non esisteva più un adeguato potere navale per sopprimerlo. Era principalmente centrato in Cilicia, Creta e Illiria, da dove hanno fatto irruzione a volontà. Costituirono anche una parte importante e fidata delle forze di Mitridate VI e le campagne a partire dal 102 a.C. ridussero la loro minaccia, che continuò fino ai tempi imperiali. Le nazioni illiriche e pirati consistono principalmente di truppe leggere; non hanno cavalleria e quindi devono fare buon uso del terreno difficile durante le battaglie. Non possono sviluppare le loro città ai livelli delle nazioni civili e non possono costruire alcune delle strutture più avanzate.
- Romani: i Romani intervennero per la prima volta in Illiria nel 229 a.C., e l'alleanza di Filippo V di Macedonia col generale cartaginese Annibale portò a un'importante campagna romana contro di lui, e alla vittoria romana a Cinocefale nel 197 a.C. Da allora, Roma fu coinvolta sempre più negli affari della regione. Seguì una campagna contro Antioco intorno al 190 a.C., e poi, durante gli intrighi di Pergamo nel 160 a.C. circa, Roma si trovò in guerra con Perseo di Macedonia. Dopo la vittoria a Pidna nel 168 a.C., la Macedonia fu divisa in 4 repubbliche, e nel 146 a.C. i Traci tentarono di installare un pretendente: fu all'incirca in quel periodo che la Lega Achea si ribellò. Dopo la vittoria romana, la Macedonia fu relegata in una provincia con altre parti della Grecia ad essa collegate, fino a quando una seconda provincia dell'Acheia fu creata nel 46 a.C. Le guerre mitridatiche nell'88 a.C., che videro molte rivolte in Grecia, furono una conseguenza del massiccio sfruttamento romano. Roma fu infine ammessa ai giochi olimpici come una questione di convenienza, ma non furono mai realmente considerati come greci, in quanto ovviamente avevano una lingua e una cultura ben separate. La forza dell'esercito romano risiede nella loro potente fanteria, tra i quali figurano Hastati e Triarii, che usati al posto degli opliti, ma la cavalleria è più debole.
- Orientali: questo nome è indicato come convenienza per indicare popoli come Lici, Lidi, Mesi, Cari, Frigi e Pisidi, più altri piccoli gruppi orientali. Sebbene siano considerati meno bellicosi dei Greci, i Mesi erano famosi per le loro abilità con l'arco e i cavalleggeri, i Lidi erano rispettati per la loro cavalleria pesante, i Cari erano marinai di non poco valore, e i Pisidi erano pirati formidabili. Le nazioni orientali possiedono alcun tipo fanteria pesante, e si affidano invece agli arcieri. Ciò, combinato alla loro cavalleria, rappresenta una forza da non sottovalutare, soprattutto se nella loro cavalleria figurano i Catafratti.
- Persiani: intorno al 546 a.C., i Persiani sconfissero l'Impero di Lidia e ne assimilarono i domini, iniziando il loro dominio sulla costa dell'Egeo orientale. Per cercare di contrastare il loro potere, Atene e i suoi affiliati aizzarono nel 490 a.C. una rivolta nelle città della Ionia; i Persiani soffocarono però la rivolta e si vendicarono invadendo la Grecia quello stesso anno, ma l'invasione si rivelò un disastro, così come la seconda invasione partita dieci anni dopo nel 480 a.C. e conclusasi l'anno successiva. La Persia dovette dunque cedere tutte le città costiere ad Atene, a capo della sua neonata lega Delio-Attica, ma ne riprese il controllo dopo la sconfitta di Atene nel 404 a.C. contro Sparta nella Guerra del Peloponneso, per poi riperderle per mano della seconda confederazione ateniese. Ai tempi delle incursioni di Filippo di Macedonia e poi delle invasioni di Alessandro Magno, i Persiani ebbero di nuovo un forte controllo, e dunque l'ostilità greca era più propaganda che realtà. I Persiani, come le fazioni Orientali, si affidano ai loro arcieri e cavalieri. Non possiedono la fanteria pesante, ma possiedono gli Immortali, la guardia personale dei re persiani, arcieri micidiali e prodi guerrieri che in massa sanno essere estremamente efficaci.

### Campagne
Spartan
- Lesbo - 1050 a.C. - Una nazione isolana: In questa mappa, ogni città è protetta da mura, e pertanto servirà molta abilità e potenza militare per espugnarle. Questa campagna è utile per cominciare. Scopo della campagna è conquistare 4 città.
- Creta - 900 a.C. - Vita di un pirata: Ambientata a Creta, questa mappa include moltissime invasioni di pirati, ed è quindi necessario potenziare le difese delle città. L'obiettivo è controllare 10 insediamenti.
- Peloponneso - 733 a.C. - L'espansione spartana: Mentre Corinto emerge come la città più avanzata in Grecia, anche altre città come Sikyon, Megara, Aegina e ovviamente Sparta fanno il loro ingresso dal Peloponneso. Gli stessi Spartani pianificano la loro espansione verso Messene.
- Anatolia - 546 a.C. - L'arrivo dei Persiani: I Persiani atterrano sulle sponde del Mediterraneo grazie a una nuova potente forza. Il dominio nell'Asia Minore è disputato tra le fazioni Tribali e Orientali, le colonie greche in espansione e l'impero persiano.
- Tracia - 490 a.C. - L'unificazione della Tracia: Le tribù traciche in guerra tra loro e con gli avamposti greci, soprattutto i Tessalli, si contendono il dominio dell'attuale Bulgaria. Ma fra essi nasce anche una nuova potenza: la Macedonia.
- Grecia - 464 a.C. - La Prima Guerra del Peloponneso: Serse, il re dell'Impero Persiano, è stato assassinato, e sul trono del pavone è succeduto Artaserse I. Colpita dai pretendenti, la minaccia persiana è stata rimossa, e le città greche sono libere di scontrarsi tra di loro per il predominio dell'Ellenia, Atene e Sparta in testa.
- Gran Campagna - 400 a.C.: Mentre la Persia consolida la sua posizione a Oriente, tenendo d'occhio la potenza militare delle città stato greche, la Macedonia si erge grazie a Filippo. Sparta e Atene si contendono sempre il dominio sull'Ellade, mentre Roma si erge dall'Occidente.
- Peloponneso - 700 a.C. - Avvio Rapido: Questo scenario inedito contiene 4 potenze che cominciano con tecnologie avanzate e città dalle varie infrastrutture. L'ideale per partite multigiocatore, dato che permette di immergersi subito nell'azione.

Gates of Troy
- Termopili - 480 a.C.: L'obiettivo della missione, nella quale il giocatore guida i Lacedemoni, è far si che gli Spartiati di Leonida resistano per 20 turni contro le orde dei persiani.
- Anatolia costiera - 480 a.C. - La rivolta ionica: L'obiettivo è guidare gli ateniesi in una rivolta anti-persiana conquistando 11 città, inclusa Mileto.
- Troia - 1183 a.C. - La guerra di Troia: Gli Achei (rossi) devono conquistare 8 città inclusa Troia; i Troiani (blu) devono invece sopravvivere per 150 turni.
- Gran Campagna di Roma e Persia - 400 a.C.: Questa mappa, in cui Roma e la Persia sono appunto presenti, è stata richiesta dai fan del gioco come campagna semi storica.
- Grecia - 1300 a.C. - Preistoria: Questa campagna copre l'intera Grecia e l'Anatolia prima della guerra di Troia; dura molto a lungo e contiene svariati eventi storici, ma soprattutto tutti i territori sono controllati dalle varie fazioni. Per tutte le fazioni, l'obiettivo è conquistare 30 città, inclusa Troia.
- Gran Campagna - 1500 a.C. - Colonialismo greco: Questa campagna include circa 100 città stato, che cominciano tutte da sole e unicamente con le loro capitali e si contendono i territori inesplorati anche oltremare. L'obiettivo di tutte le fazioni è conquistare 32 città.

## Accoglienza
Il gioco ha ricevuto recensioni miste ma principalmente positive, data la grande simulazione storica e la possibilità di riscriverla, ma anche l'IA piuttosto timida che ostacolava l'esperienza di gioco, proprio come nei precedenti giochi Slitherine (Legion e Chariots of War).
Il sito italiano multiplayer.it lo ha votato con un 5.6/10, lodandone il buon numero di campagne giocabili e il livello gestionale profondo, seppur con alcuni buchi, ma criticandone la grafica 3D obsoleta e l'assenza di strategia durante i combattimenti tattici (come nei giochi precedenti). Del pari, Steve Pollak di IGN lo ha votato 5.0/10.